# Aspila septentrionalis
Aspila septentrionalis är en fjärilsart som beskrevs av Hoffmeyer 1938. Aspila septentrionalis ingår i släktet Aspila och familjen nattflyn. Inga underarter finns listade i Catalogue of Life.